# Nyctiophylax uncus
Nyctiophylax uncus är en nattsländeart som beskrevs av Ross 1944. Nyctiophylax uncus ingår i släktet Nyctiophylax och familjen fångstnätnattsländor. Inga underarter finns listade i Catalogue of Life.